# Rohy (Brloh)
Rohy jsou osada a základní sídelní jednotka obce Brloh v okrese Český Krumlov. Nachází se 11 km severozápadně od centra Českého Krumlova, v Blanském lese, na svazích severozápadních rozsoch hory Kleť – v nadmořské výšce 752 m. Základní sídelní jednotka Rohy má výměru 517 ha, v roce 2011 v ní žilo 27 obyvatel (v roce 2001 30, v roce 1991 33).